# Шужба

Шужба — река, протекающая по территории Санинского сельского поселения Бабаевского района Вологодской области России, левый приток Колпи.
Начинается в окрестностях деревни Петраково, течёт на юг, рядом с деревней Пальцево пересекает автодорогу Бабаево — Борисово-Судское и поворачивает на восток. Через 8 км принимает свой крупнейший левый приток — Черный ручей — и сворачивает на юг. Впадает в Колпь в 57 км от её устья. Длина реки составляет 39 км.

## Данные водного реестра
По данным государственного водного реестра России относится к Верхневолжскому бассейновому округу, водохозяйственный участок реки — Суда от истока и до устья, речной подбассейн реки — Реки бассейна Рыбинского водохранилища. Речной бассейн реки — (Верхняя) Волга до Куйбышевского водохранилища (без бассейна Оки).
По данным геоинформационной системы водохозяйственного районирования территории РФ, подготовленной Федеральным агентством водных ресурсов:
- Код водного объекта в государственном водном реестре — 08010200212110000007791
- Код по гидрологической изученности (ГИ) — 110000779
- Код бассейна — 08.01.02.002
- Номер тома по ГИ — 10
- Выпуск по ГИ — 0